# Jindřichov (Šumperki járás)
Jindřichov település Csehországban, Šumperki járásban. Jindřichov Loučná nad Desnou, Branná, Hanušovice, Ostružná, Velké Losiny, Vikantice és Staré Město településekkel határos. Lakosainak száma 1094 fő (2024. január 1.).

## Népesség
A település lakosságának változását az alábbi diagram mutatja:
| Lakosok száma | 2974 | 3262 | 2986 | 1572 | 1483 | 1403 | 1220 | 1173 | 1103 | 1094 |
|               | 1869 | 1890 | 1921 | 1950 | 1980 | 2001 | 2017 | 2019 | 2022 | 2024 |